# Орден Червоного Прапора
О́рден Черво́ного Пра́пора (орден Бойового Червоного Прапора) — перший з радянських орденів. Був встановлений для нагородження за особисту хоробрість, самовідданість і мужність, проявлені при захисті соціалістичної Вітчизни.
Орденом Червоного Прапора також нагороджувалися військові частини, військові кораблі, державні і суспільні організації. Аж до створення ордена Леніна в 1930 році орден Червоного Прапора залишався вищим орденом Радянського Союзу.
Був встановлений 16 вересня 1918 року під час Громадянської війни декретом ВЦВК. Спочатку називався орден «Червоний Прапор». Під час Громадянської війни аналогічні ордени були також встановлені в інших радянських республіках.
1 серпня 1924 року всі ордени радянських республік були перетворені в єдиний для всього СРСР орден Червоного Прапора. Статут ордена був затверджений Постановою Президії ЦВК СРСР від 11 січня 1932 року (19 червня 1943 і 16 грудня 1947 в Постанову вносилися зміни і доповнення Указами Президії Верховної Ради СРСР). Остання редакція статуту ордена була затверджена Указом Президії Верховної Ради СРСР від 28 березня 1980 року.
Орденом Червоного Прапора були нагороджені газета «Червона Зірка», міста Ленінград, Ташкент, Волгоград, Севастополь та інші.

## Історія ордена
Декретом «Про порівняння всіх службовців в правах» від 15 грудня 1917 року були скасовані всі ордени і інші відзнаки Російської імперії. Замість орденів стали вручатися іменні годинники, портсигари, револьвери та інш. Першою офіційною радянською державною нагородою став «Почесний Революційний Червоний Прапор», який був введений 3 серпня 1918 року за ініціативою члена Колегії Народного комісаріату з військових та морських справах РРФСР Подвойського. Нагорода була прапором, який вручався частинам РСЧА, що особливо відзначилися під час боїв.
13 серпня 1918 року Микола Подвойський в телеграмі Свєрдлову Я. М. запропонував створити також і індивідуальні знаки відмінності для Червоної Армії. 2 вересня 1918 року на засіданні ВЦВК за ініціативою Я. М. Свєрдлова була створена комісія, очолювана А. Єнукідзе, для складання проекту індивідуальних нагородних знаків. Комісія запропонувала два варіанти — орден «Червоний Прапор» і орден «Червона Гвоздика».
14 вересня 1918 року пропозиції комісії були розглянуті на засіданні ВЦВК, де був вибраний варіант «Червоний Прапор». 16 вересня 1918 року був підписаний декрет «Про відзнаки», де орден «Червоного Прапора» був прийнятий остаточно.
Проектний ескіз ордена був доручений художникові Василю Івановичу Дєнісову, проте зважаючи на його хворобу фактично всю роботу із створення малюнку ордена «Червоний Прапор» довелося виконати його синові Володимиру (теж художникові).
В. В. Дєнісов менше ніж за місяць підготував шість варіантів малюнка знаку нового ордена. Один з них був визнаний Комісією ВЦВК як такий, що найточніше відображає суть бойової відзнаки. На ньому були зображені: розгорнений червоний прапор, п'ятикутна червона зірка, леміш плуга, молот, багнет, схрещені серп і молот, дубове листя вінка. На червоному прапорі було гасло «Пролетарі всіх країн, єднайтеся!». У нижній частині ордена на червоній стрічці були букви «Р. С. Ф. С. Р.».
4 жовтня 1918 року цей варіант малюнку ордена «Червоний Прапор» з невеликими виправленнями, зробленими автором по зауваженням членів нагородної комісії, був затверджений Президією ВЦВК.
Орден «Червоного прапору» містить перевернуту червону зірку. Символ перевернутої зірки має різне значення. Найпоширенішим трактуванням є символ Сатани у вигляді козла на шабаші та символ зв'язку із темними силами. Еліфас Лєві в книзі «Наука і ритуал Вищої магії» пише: «Розміщуючи її таким чином, щоб два промені стали висхідними, а один вниз, ми можемо побачити роги, вуха і бороду ієрархічного козла Мендеса, і тоді вона стає знаком пекельних заклинань.» Іншим є трактуванням від Алістера Кроулі (1875—1947) в якому це промені сонця, що падають на землю й дух, що одухотворяє матерію. У часи раннього християнства цей символ означав Преображення Христове й був на печатці римського імператора Костянтина. Офіційна печатка Єрусалима з 300 по 150 роки до н. е. також містила перевернуту пентаграму.

## Перші кавалери
Першим кавалером ордена Червоного Прапора став більшовицький командир учасник громадянської війни Василь Блюхер. Орден Червоного Прапора під № 2 отримав начальник охорони Смольного С. В. Панюшкін, під № 3 — командарм Другої кінної армії Ф. К. Міронов (згодом офіційно вважалося, що орден отримав Йосип Сталін, проте наявні документи свідчать, що він був нагороджений ним лише навесні 1919 року і порядковий номер його ордена був 400, проте пізніше він був замінений на дублікат з порядковим номером 3).
Орден № 4 був вручений Яну Фабріціусу, проте в роки перебудови з'явилися публікації, що орден «Червоного Прапора» під номером 4 був нібито вручений у квітні 1919 року Нестору Махну за взяття Маріуполя. За словами дружини Махна, орден був втрачений і жодних документальних підтверджень вручення ордена Махнові не збереглося.
За взяття Одеси (15.3.1919) орденом був нагороджений отаман Матвій Григор'єв.

## Нагородження
У 80-х роках на Московському Монетному Дворі була виготовлена спеціальна партія орденів Червоного Прапора з номерами часів Громадянської війни і написом «РСФСР», але на прямокутних підвісних колодках. Вони були призначені для вручення репресованим або їх родичам.
Орден Червоного Прапора з цифрою «5» на щитку вперше вручений згідно з Указом Президії Верховної Ради СРСР від 3 листопада 1944 року. Знаком ордена з цифрою «5» № 1 був нагороджений Маршал Радянського Союзу Ворошилов К. Є., а з № 2 — Маршал Радянського Союзу Будьонний С. М. Ці нагородження відбулися вже після Указу від 19 червня 1943 року, тому штифтових варіантів з цифрою «5» і вище ніколи не існувало.
Шістьма орденами Червоного Прапора нагороджено 32 людини: Маршали Радянського Союзу Будьонний С. М. і Рокоссовський К. К., генерали армії Гетьман А. Л., Павловський І. Г., Радзієвський О. І., маршали авіації Борзов І. І. та Колдунов О. І., маршал військ зв'язку Леонов А. І., генерал-полковники авіації Підгорний І. Д. і Шевелєв П. Ф., генерал-лейтенант Коротков О. М., генерал-майори авіації Слепенков Я. З., Головачев П. Я. та інші.
Указом Президії Верховної Ради СРСР від 31 жовтня 1967 року «за досягнуті успіхи в бойовій і політичній підготовці, підтримки високої боєготовності військ і освоєння нової складної бойової техніки» був нагороджений сьомим орденом Червоного Прапора генерал-майор авіації Бурцев М. І.. Йому був вручений орден Червоного Прапора з цифрою «7» на щитку за № 1.
Сімома орденами Червоного Прапора нагороджені також маршали авіації Кожедуб І. М., Пстиго І. І., генерал-полковник авіації Горелов С. Д., генерал-полковник Зирянов П. І. генерал-полковник танкових військ Кожанов К. Г., генерал-лейтенанти авіації Голубєв В. Ф. та Мелехін Б. Д., генерал-лейтенант Єншин М. О., генерал-майор Петров М. П. генерал-майори авіації Заварухін П. П., Черепанов Б. Я. та інші (всього біля п'ятнадцяти чоловік).
Єдиною людиною, яка нагороджена орденом Червоного Прапора вісім разів, став маршал авіації, Герой Радянського Союзу Іван Іванович Пстиго, хоча восьма нагорода була вручена вже після розпаду СРСР, тобто незаконно.
Всього з 1924 по 1991 рік орденом Червоного Прапора було здійснено понад 580 тисяч нагороджень.

## Опис ордена

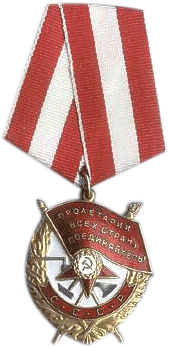
Орден Червоного Прапора

У центрі ордена розміщений круглий знак, покритий білою емаллю, на якому зображені золоті серп і молот, обрамлений золотим лавровим вінком. Під круглим знаком поміщена перевернена червона зірка, під якою перехрещуються молот, плуг, багнет і червоний прапор з написом: «Пролетарі всіх країн, єднайтеся!». Зовні орден обвитий золотим лавровим вінком, на яких поміщена червона стрічка з написом «СССР».
Орден Червоного Прапора виготовлявся зі срібла. Висота ордена — 40 мм, ширина — 36,3 мм. У перших варіантах Орден Червоного Прапора носився на червоному банті, який був складений у вигляді розетки. Пізніше до круглого знаку була додана п'ятикутна колодка, обтягнута червоною шовковою муаровою стрічкою з широкою білою смугою посередині і вузькими білими смугами по краях.

Орден на марках СРСР
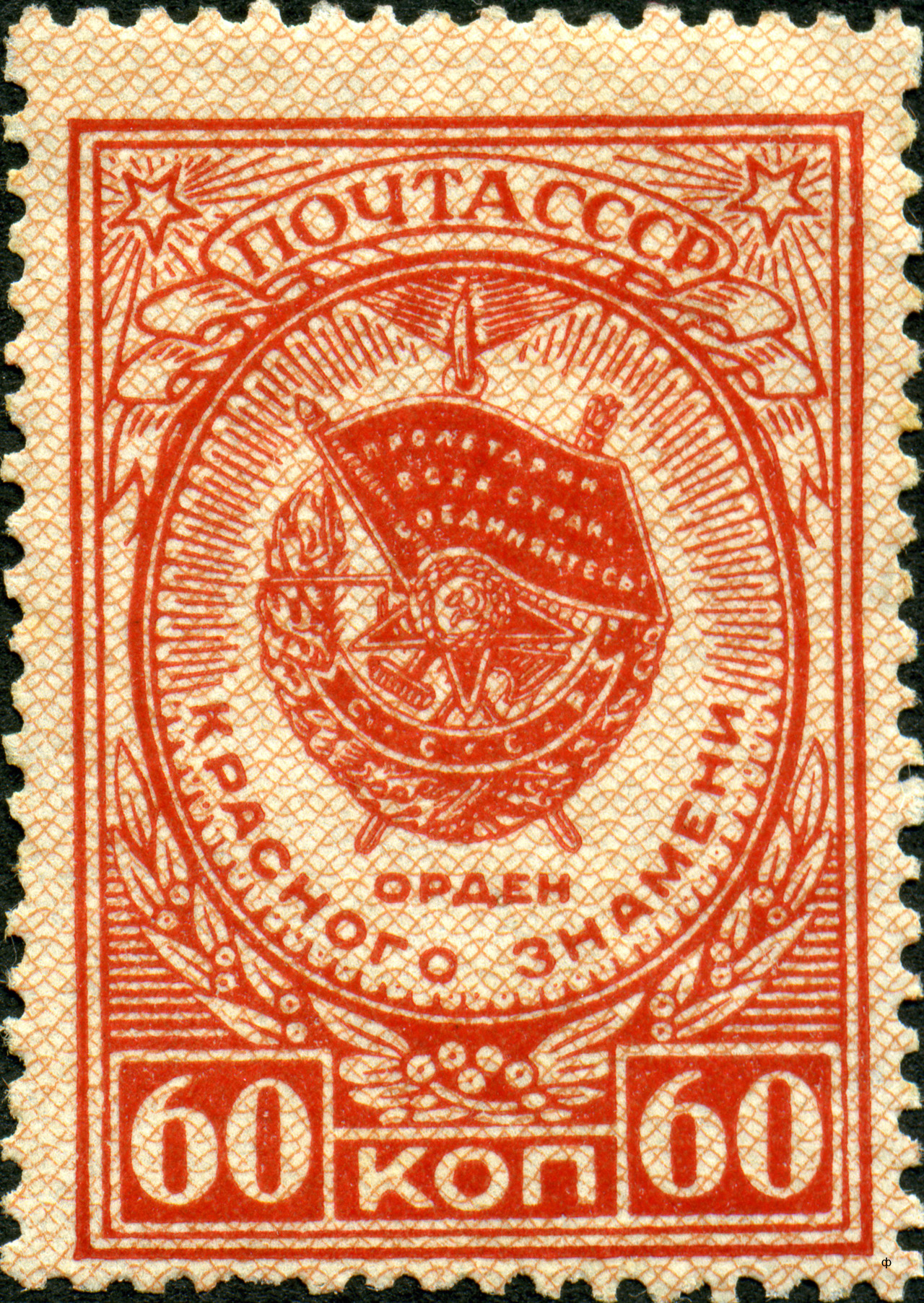
Марка СРСР, 1946 р.
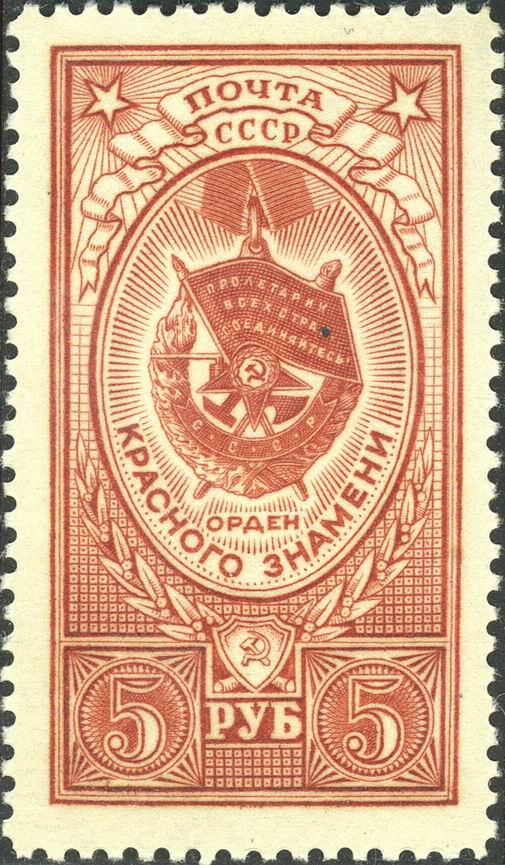
Марка СРСР, 1952 р.